# L'arca del dottor Bayer
L'arca del dottor Bayer (Ein Heim für Tiere) è una serie televisiva tedesca di genere medico, i cui protagonisti sono il veterinario Willi Bayer e i suoi assistenti. Conta 80 episodi, trasmessi per la prima volta nel corso di 8 stagioni dal 1985 al 1992.

## Trama
La serie è ambientata in un ambulatorio veterinario nella città fittizia di Adelsheim in Germania, dove operano il dottor Willi Bayer (personaggio poi sostituito dal dottor Hannes Bayer, il fratello, arrivato dal Brasile) e la figlia Lisa. Willy vive con sua sorella Martha, oltre a svariati animali di sua proprietà tra cui una cavalla (che usa come mezzo di trasporto), un cane ed un pappagallo. Le trame degli episodi sono incentrate sul lavoro di Willy (in grado di curare qualsiasi animale, da cani e gatti agli animali da fattoria e da circo) e comprendono il salvataggio di un "paziente" e vari casi secondari.

## Personaggi e interpreti
- Dottor Willi Bayer (29 episodi, 1985-1987), interpretato da Siegfried Wischnewski.
- Martha Bayer (76 episodi, 1985-1992), interpretata da Angela Pschigode.
È la sorella di Willi e Hannes.
- Dottor Horst Nenner (74 episodi, 1985-1992), interpretato da Michael Lesch.
È un assistente di Willi prima e di Hannes poi.
- Hanna Dudek (65 episodi, 1985-1992), interpretata da Beate Hasenau.
- Dottor Hannes Bayer (51 episodi, 1987-1992), interpretato da Hans Heinz Moser.
- Alwin Bunte (33 episodi, 1986-1991), interpretato da Kurt Schmidtchen.
- Christina Dudek (30 episodi, 1989-1991), interpretata da Kristina Böhm.
È la segretaria dell'ambulatorio.
- Lisa Nenner geb. Bayer (27 episodi, 1985-1989), interpretata da Marion Kracht.
È la moglie di Horst da cui poi divorzia nel corso della serie.
- Franz Schöbel (24 episodi, 1987-1992), interpretato da Wolfgang Völz.
- Dottoressa Ingrid Probst (20 episodi, 1985-1987), interpretata da Loni von Friedl.
- Claudia Reichert (20 episodi, 1991-1992), interpretata da Sabine Pfeifer.
- Julia Gessner (19 episodi, 1987-1991), interpretata da Vera Tschechowa.
- Infermiera Stefanie Sommer (19 episodi, 1987-1989), interpretata da Bettina Spier.
- Gudrun Reichert (19 episodi, 1991-1992), interpretato da Eleonore Weisgerber.
- Dottor Erich Jürgen Gerd Dinter (18 episodi, 1986-1990), interpretato da Tobias Meister.
- Sabine Kupfer (17 episodi, 1991-1992), interpretata da Jeannine Burch.
- Postbote Günter Sailer (13 episodi, 1989-1990), interpretato da Heinz-Werner Kraehkamp.
- Dottor Hubert Hassencamp (12 episodi, 1991-1992), interpretato da Karl Heinz Vosgerau.
- Herr Emmerich (10 episodi, 1985-1991), interpretato da Herbert Weissbach.

## Produzione
La serie fu prodotta da Phoenix Film.

### Registi
Tra i registi sono accreditati:
- Sigi Rothemund
- Rainer Klingenfuss
- Uwe Belz
- Kai Borsche
- Werner Dauth
- Thomas Nikel

### Sceneggiatori
Tra gli sceneggiatori sono accreditati:
- Inge Dorska in 4 episodi (1986-1987)
- Jochen Wedegärtner in 3 episodi (1986-1987)
- Anita Mally in 3 episodi (1987)
- Gerd Oelschlegel

## Distribuzione
La serie fu trasmessa in Germania dal 23 gennaio 1985 al 19 marzo 1992 sulla rete televisiva ZDF. In Italia è stata trasmessa su Rai 2 con il titolo L'arca del dottor Bayer. È stata distribuita anche in Francia con il titolo L'ami des bêtes e negli Stati Uniti con il titolo The Adventures of Dr. Bayer.

## Episodi
| Stagione         | Episodi | Prima TV Germania | Prima TV Italia |
| ---------------- | ------- | ----------------- | --------------- |
| Prima stagione   | 10      | 1985              |                 |
| Seconda stagione | 10      | 1986              |                 |
| Terza stagione   | 10      | 1987              |                 |
| Quarta stagione  | 10      | 1989              |                 |
| Quinta stagione  | 10      | 1989              |                 |
| Sesta stagione   | 10      | 1990              |                 |
| Settima stagione | 10      | 1991              |                 |
| Ottava stagione  | 10      | 1992              |                 |